# Endolophia
Endolophia is een geslacht van vlinders van de familie grasmotten (Crambidae), uit de onderfamilie Odontiinae.

## Soorten
- E. aequifascialis Zerny, 1917
- E. rufitinctalis Hampson, 1899
- E. sudanalis Zerny, 1917